# Johan von Selbach
Johan von Selbach (vor 1482–1563) war Kastellan zu Coevorden (NL), Drost von Drenthe (NL), später Amtmann zu Windeck/Sieg, Marschalck im Herzogtum Berg und 1542 Kommandant der Heere aus dem Westfälischen Kreis im Türkenkrieg.
Johan von Selbach (so buchstabierte er seinen Namen; die "modernisierte" Form ist Johann von Seelbach) wurde zu Schloss Crottorf im Wildenburger Land  geboren. Seine Eltern waren Johann von Seelbach und Margarethe von Lipp gen. Huen.

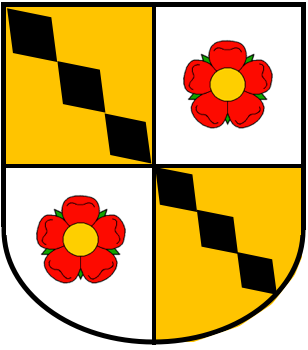
Wappen Johan von Selbach *ca.1480, +1563

## Drost bei Johan II van Wisch (um 1510–1517)
Johan von Selbach war schon vor 1511 in die Dienste von Johan II van Wisch zu Ter Borgh in der Grafschaft Zutphen (NL) getreten. Van Wisch hatte Karl von Egmond, Herzog des Herzogtums Geldern, den Treueeid geschworen. Burg Wisch wurde, als von Selbach dort Drost war, um Pforten, Graben, Bastione und Staketten verstärkt. Unter dem Oberbefehl von Maarten van Rossum und mit weiteren Rittern aus Geldern nahm von Selbach an verschiedenen Kriegszügen zur Schwächung der Kontrahenten von Karl von Geldern teil.

## Im Dienste von Herzog Karl von Geldern (1517–1536)
Johan van Wisch starb 1517 und im Juni dieses Jahres trat von Selbach in die Dienste Karls von Geldern. Von Selbach war (mit Johan Golstein) Führer eines etwa 6000 Mann starken Heeres, "Arumer schwarzen Haufen" genannt. Es sollte die Friesen in deren Streit mit Holland unterstützen. Aus Geldmangel musste das Heer entlassen werden und man meinte, sich von den Truppen entlasten zu können, indem man sie durch Pier Gerlofs Donia (Grutte Pier) per Schiff über die Zuiderzee nach Holland übersetzen ließ. In Holland wurde das Städtchen Medemblik erobert und geplündert. Danach zog von Selbach mit den plündernden Truppen an Alkmaar und Haarlem entlang nach Asperen (nahe Culemborg, NL). Dieses Städtchen wurde nach schweren Verlusten erobert und ausgeplündert, die Bevölkerung ermordet. September 1517 jagte Heinrich III. van Nassau-Breda (Statthalter von Holland 1515–1521) dieses Heer in Richtung Geldern.

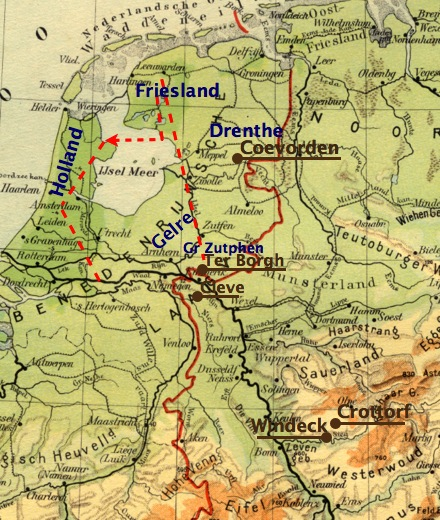
Karte mit Ortsnamen relevant für Johan von Selbach

1522 eroberte Johan von Selbach im Auftrag des Herzogs Karl von Geldern die Feste Coevorden in der Provinz Drenthe. So wurde Coevorden das Zentrum der Macht des Herzogs in den nordöstlichen Niederlanden. Dies war ein klares Signal in Richtung Kaiser Karl V., der für sich die Hegemonie über alle niederländischen Provinzen beanspruchte. Geldern ernannte Johan 1522 zum Drost von Drenthe und Kastellan von Coevorden. Von Selbach (in Drenthe van Selbach) war als Drost oft in Schlichtungen involviert. Er war zudem verantwortlich für die Verteidigung der Provinz und verstärkte die Festung Coevorden erheblich. Auch sorgte er sich eifrig um die Eintreibung der Steuern, aber viel gab es in diesem armen Drenthe nicht zu holen. Die Karte von Sebastian Münster, ca. 1570, enthält bei Drenthe den Vermerk "Ein ruch Land".
Karl V. und der von ihm inzwischen eingesetzte Statthalter von Friesland, Georg Schenck von Tautenburg, waren nach 1522 nicht tatenlos geblieben. Es gab einen kleinen Krieg zwischen Geldern und Utrecht und Tautenburg fiel deswegen 1527 in die Provinz Overijssel ein. Karl von Geldern musste 1528 Overijssel an Kaiser Karl V. abtreten, durfte aber (vorerst) Drenthe und Groningen behalten. September 1536 gelang es General Schenk von Tautenburg, die Burg Coevorden nach zweimonatiger Belagerung für Karl V. zu erobern. Dazu aus einem Bericht von Picardt um 1650: "Anno 1536 hat den Vry-herr Georg Schenck, Stadt-halter von Vrieslandt, im Namen Caroli V, Covorden belagert als dort drinnen Commandierte Herr Johan van Selbach, Geldersche Drost zu Covorden in der Landtschaft Drenth, und Oberer Commandeur über sichere Geldersche Truppen. Und obwohl der Commandant und das Guarnison sich männlich zuwehr setzten so wurden sie doch wegen Mangel verschiedener Sachen ghenötigt Covorden in den Winter auf zu geben: Und in dieser Belagerunge ist die Stadt Covorden wieder sehr geschendet und unschädlich gemacht".: Johan von Selbach wurde ein ehrenhafter Abzug gewährt: er durfte mit Soldaten, fahrenden Kanonen und persönlichem Eigentum "sowohl Bekleidung, Wertsachen, gold und silber, als Münze oder roh, Pferd und Harnisch" Coevorden verlassen. Beidseitige Gefangene wurden freigelassen. Für den Transport nach Geldern wurden Pferde und Wagen sowie eine Begleitung zur Verfügung gestellt. Johan war auf den Tag genau 14 Jahre Drost von Drenthe gewesen.

## Amtmann zu Windeck/Sieg (1542–1549), Türkenkrieg (1542)
Nach dem Ableben von Karl von Geldern 1538 ging Geldern vertragsgemäß über an Cleve. Jülich, das Herzogtum Cleve so wie das Herzogtum Berg waren inzwischen als Erbfolge Wilhelm V., Herzog von Jülich-Cleve-Berg und Graf von der Mark, zugefallen. Johan kehrte zurück ins Siegerland und wurde dort Drost zu Burg Windeck an der Sieg (am Südrand des Herzogtums Berg). Er war im Amt von 1542–1549. "Er bezog ein Amtgeld von 100 fl., 300 Zentnern Hafer und dem Zehnten. Dafür musste er einen Kaplan, einen Kellner, einen Bäcker, einen Koch, einen Landboten, Pförtner und vier Wächter einstellen". Er wohnte wieder zu Schloss Crottorf, etwa 30 km NO von Windeck.
Am Hofe des Herzogtums Berg hatte Johan von Selbach die Funktion des "Marschalck" inne. Mit seiner Erfahrung in Verwaltung und Krieg wurde er 1538 (Crottorf war ein Lehen von Nassau) auch Rat am Hofe von Wilhelm dem Reichen von Nassau-Dillenburg (Bruder des vorhin genannten Heinrich III. von Nassau-Breda). 1542 beauftragte Wilhelm der Reiche von Nassau Johan, das Nassauische Heereskontingent in den neuen Türkenkrieg (den der Reichstag 1542 beschlossen hatte) zu führen. Er führte wohl auch die Kontingente aus Jülich-Kleve-Berg und aus Münster. Er war daher Obrist aller Truppen aus dem Niederrheinisch-Westfälischen Reichskreis. Der Türkenkrieg hatte in diesem Jahr die Rückeroberung von Budapest als Ziel.
Nach seiner Rückkehr führte Johan von Selbach die Geschäfte als Amtmann weiter und verwaltete Crottorf aktiv, wie viele Akten/Urkunden bezeugen. Er kaufte Güter, Dokumente zu Verkäufen gibt es weniger. 1549 legte er das Amt nieder.

## Zurück auf Crottorf (1549–1563)
Nun fing er, etwa 70 Jahre alt, mit dem Umbau seines Burgsitzes an. Nach 10 Jahren "präsentierte sich Schloss Crottorf als ein stark befestigter Zweiflügelbau mit drei Geschossen, dessen Außenwerke heute noch vorhanden sind. Zwei Bastionen, an der Nordost- und der Südwest-Ecke, werden auf einer Ansicht als mächtige Rondelltürme dargestellt". Die Art des von Johan von Selbach durchgeführten großen Umbaus wurde sicher maßgeblich von seinen vorherigen Erfahrungen mit dem Umbau und den Belagerungen von Festungen beeinflusst. So wurden bei Crottorf alle Türme, auch die des Schlosses selber, in strategischer Höhe mit Maulscharten versehen.
Johan erlangte 1554 von Kaiser Karl V. die "Reichsstandschaft" für ihn, seine Gattin, das Gesinde, Schloss und Herrschaft Crottorf.

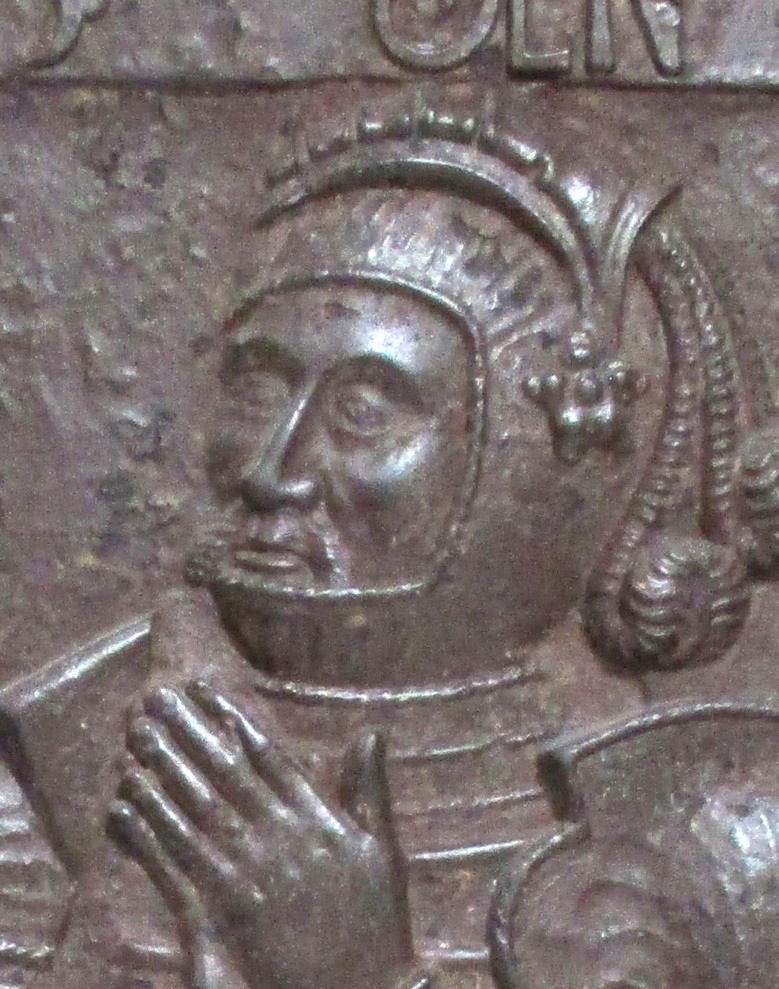
Ausschnitt aus einem Foto der Grabplatte Johan von Selbach († 1563); Abtei Marienstatt

Ende 1562 wurde Johan krank. Er starb Anfang 1563, über 80 Jahre alt, und wurde (wie er es schon 1542 vor seinem Türkenkrieg vorbereitete und 1561 in seinem Testament bestätigte) beerdigt in der Abtei Marienstatt bei Hachenburg. Auf Grund seiner Stiftungen 1542 an die Abtei war er auch "Ritter des Klosters". Der Text auf der gusseisernen Grabplatte (die Anfertigung veranlasste er wohl selber, frühzeitig) lautet: "ANNO 15.. DEN. . TAG DES …. IST IN GOT CHRISTLICH ABGESCHIEDEN DER EDLE VND ERNVESTE JOHAN VON SELBACH MARSCHALCK ZV CRVTTORF DER SELE GOT GENEDIG SEI". Das genaue Sterbedatum konnte nachträglich nicht mehr angebracht werden.

## Gattinnen und Nachkommen
Johan von Selbach heiratete vor 1509 Judith Smullinck, Tochter aus einer Familie von Amtmännern in der (damals noch) Grafschaft Kleve. Judith starb 1542. 1546 heiratete Johan in zweiter Ehe Anna Smullinck, Tochter eines der Brüder seiner ersten Gattin Judith.
Nachkommen
1. Johan van Selbach (* um 1510) (außerehelich). Er wurde Drost zu Emmen (Prov. Drenthe, Niederlande). Er starb im ähnlichen Alter wie sein Vater. Er ist der Stammvater vieler van Selbachs in den Niederlanden. In Emmen ist eine Straße nach ihm genannt.
2. Maria van Selbach (* um 1510). Sie heiratete Roelof van Münster (Schloss Herzford), Enkel von Roelof van Münster, Drost von Drenthe (1505–1512). Maria wohnte mit ihrem Mann auf Haus "Den Ham" nahe Loppersum, Provinz Groningen (NL). Sie starb 1578. In der Petrus-und-Paulus-Kirche zu Loppersum ist ihr großes Grabmal mit Wappen der Vorfahren das Prunkstück der gesammelten alten Grabsteine.
3. Henrick von Selbach (* um 1515; † 1561). Er kam 1538 mit nach Crottorf. Er heiratete dort 1541 Johanna von Hatzfeld-Weisweiler. Sie bekamen die Tochter Judith. Judith und Ehemann, Johann von Lutzerath/Lützenrode, erbten gemeinsam von Judith Smullinck das Gut und Haus Klarenbeck bei Kleve, das jahrhundertelang weiter vererbt wird. Johann von Lutzerath "zu Vorst" (bei Frechen) wurde ebenfalls Amtmann zu Windeck. Für Judith von Selbach und Johann von Lutzerath gibt es ein wappenbestücktes Grabmal in der St. Audomar Kirche zu Frechen (Rheinland).
4. Christoph von Selbach (* um 1535) (außerehelich). Er half seinem Vater. Er starb schon vor 1559.
5. Katharina von Selbach (* um 1547). Sie heiratete 1559 Wilhelm von Hatzfeld. Dieses Paar erbte die Güter in und um Crottorf und sie begründeten die Linie Hatzfeld-Wildenburg-Crottorf. Katharina gebiert u. a. den Sohn Sebastian von Hatzfeld, der um 1600 in der Kirche Sankt Sebastianus zu Friesenhagen (Crottorf gehört zu dem Kirchspiel) ein großes Grabmonument für seinen Großvater Johan von Selbach, der 1563 gestorben war, und für seine Eltern errichtet.